# Farní sbor Českobratrské církve evangelické v Plzni – západní sbor
Farní sbor Českobratrské církve evangelické v Plzni – západní sbor je sborem Českobratrské církve evangelické v Plzni. Sbor spadá pod Západočeský seniorát. Kostel sboru je kulturní památkou.
Farářem sboru byl Luděk Korpa (zemřel po dlouhé nemoci roku 2023), kurátorem sboru Jiří Stočes. Sbor poté administroval Ondřej Pellar, jenž se stal 1. 9. 2023 farářem.
Roku 1995 se znovu obnovila někdejší kazatelská stanice Nýřany. Zde probíhají bohoslužby každou neděli, zpočátku odpoledne ve 14 hodin, nyní v roce 2023 podle portálu Evangnet pravidelně v 9:30. Od roku 2023 se společenství schází v centru Sluníčko Tlučná.
Roku 2022 se ve sboru otevřelo vzdělávání laiků ve spolupráci s Evangelickou teologickou fakultou UK.

## Faráři sboru
- Ebenezer Otter (1914–1956)
- Bohumír Šuchman (1931–1933)
- Miloslav Dobrkovský (1946–1951)
- Jiří Pumr (1952–1992)
- Jan Šoltész (1956–1959)
- Ondřej Soběslavský (1972–1978)
- Jan Šoltész (1978–1998)
- Renata Šilarová (1995–2009)
- Ladislav Szabó (2009–2011)
- Ondřej Pellar (2011–2016)
- Luděk Korpa (2016–2023)
- Ondřej Pellar (2023–2024)